# AC La Dominante
Associazione Calcio La Dominante byl italský fotbalový klub, sídlící ve městě Janov v regionu Liguria. Fotbalový klub byl založen v roce 1927 díky nucenému sloučení Sampierdarenese s Andrea Dorii. Po čtyřech letech byl po bankrotu klub ukončen.
Dne 27. července 1927 byl na příkaz fašistické strany nařízen klubům Sampierdarenese a Andrea Doria, aby se sloučily do jednotného klubu, který byl založen pod názvem Associazione Calcio La Dominante. Klubovými barvami se stala černo zelená kombinace a v logu týmu bylo Fašismus|fašistický znak Fasces. Kvůli novému klubu byl dokonce postaven i nový stadion pro 15 000 diváků, který dostal název Stadio del Littorio.
Jenže sportovní úspěchy nebyli vůbec dobré. První dvě sezony v Serie A, nejvyšší lize byl na sestupových místech a jen díky administrativě jednou zůstal v soutěži, ale při druhé již sestoupil do druhé ligy. Tady hrál také dvě sezony. Vzhledem ke špatným výsledkům projektu z roku 1927 se režim snažil vytvořit větší podporu novému klubu a jednal stejně jako o čtyři roky dříve. Strana rozpustila menší klub Corniglianese, který byl rovněž ekonomicky katastrofální a nebyl schopen pravidelně dohrávat sezónu, sloučili jej AC La Dominante a změnili název na Foot Ball Club Liguria a také změnili barvy na červenočernou. Ani Liguria však nebyli fanoušky milovány a dosáhli katastrofálních výsledků. V prvním odehraném ve druhé lize okamžitě sestoupili do První divize (3. liga).
V roce 1931 se strana rozhodla že požádá o bývalé vedení AC Sampierdarenese o oživení klubu. Vedení klubu žádost za předpokladu, že bude možné znovu získat starou nominální hodnotu.

## Změny názvu klubu
- 1927/28 – 1929/30 – AC La Dominante (Associazione Calcio La Dominante)
- 1930/31 – FBC Liguria (Foot Ball Club Liguria)

## Účast v ligách
| Úroveň soutěže | Název soutěže (nynější název) | První hraná sezona | Poslední hraná sezona | celkem odehraných sezon |
| -------------- | ----------------------------- | ------------------ | --------------------- | ----------------------- |
| 1              | Serie A                       | 1927/28            | 1928/29               | 2                       |
| 3              | Serie B                       | 1929/30            | 1930/31               | 2                       |